# لالان علیا (خداآفرین)
لالان علیا یکی از روستاهای استان آذربایجان شرقی است. که در دهستان کیوان بخش مرکزی شهرستان خداآفرین واقع شده‌است. این روستا دارای مختصات 39 درجه ی شمالی و 47 درجه ی شرقی میباشد. این روستا از سمت شمال با روستاهای بایدیق و قزل یول، از سمت غرب با روستای زرنق و از سمت شرق با روستاهای لته جان، دایان. لالان سفلی ، سقه سای و ...همسایه میباشد. شهر خمارلو درست در سمت شمال و 25 کیلومتری این روستا قرار دارد.

## جمعیت و خانوار
در گذشته مهاجرت از این روستا به شهرها زیاد بوده است طوریکه بیش از نیمی از اهالی روستا به شهرهای تهران و تبریز مهاجرت کرده اند. ولی امروزه مهاجرت معکوس در این روستا شروع شده است و هرساله شاهد ساخت و سازهای جدیدی در این روستا هستیم.
روستای لالان علیا 3 خانوار ثابت و چندین خانوار فصلی دارد که در فصول بهار و تابستان به روستا برمیگردند.
امکانات
این روستا با همت اهالی خود حدوداً از سال 1390 از نعمت آب برخوردار گشته است. همچنین پروژه ی برق رسانی به این روستا نیز از سال 1392 شروع و در شهریور 94 با همت و مساعدت اهالی روستا به اتمام رسید.پروژه ی گازرسانی به روستا از مسیر روستای زرنق از شهریور 1402 آغاز شده و همچنان ادامه دارد.و هنوز به مرحله بهره برداری نرسیده است.متاسفانه راه روستا خاکی میباشد. 

## محصولاتکشاورزی و دامی
محصولات کشاورزی این روستا بیشتر گندم و جو میباشد.این روستا با توجه به شرایط اقلیمی که دارد برای باغداری مناسب نیست ولی اکثر اهالی روستا در فصل تابستان محصولاتی مانند گوجه، خیار، کدو، لوبیا و... در بوستانهای خود پرورش داده و بدین صورت برخی از مایحتاج زندگی خود را از این راه به دست می آورند. در سالهای گذشته دامپروری در این روستا شایع بود ولی رفته رفته از مقدار آن کاسته شد و امروز تعداد کمتری دام در این روستا وجود دارد. 

## آب و هوا
این روستا آب و هوای کوهستانی دارد بطوریکه زمستان های بسیار سرد ولی از آنجاییکه بیشتر اطراف این روستا را جنگل های وسیعی پوشانده است، تابستان خنکی دارد. همچنین در این روستا چندین چشمه با آب بسیار گوارا وجود دارد.